# Kuan-Yin Corona
La Kuan-Yin Corona è una struttura geologica della superficie di Venere.